# Robert D. Carey

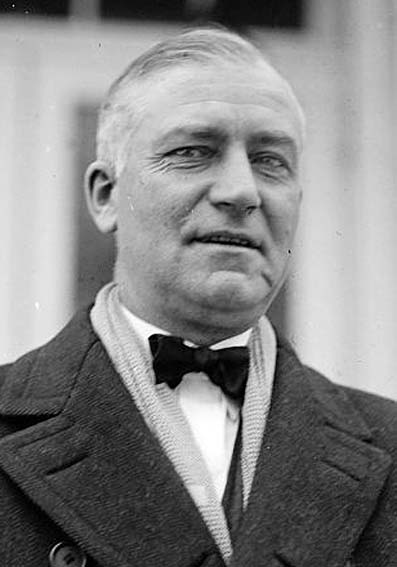
Robert D. Carey

Robert Davis Carey, född 12 augusti 1878 i Cheyenne, Wyomingterritoriet, död 17 januari 1937 i Cheyenne, Wyoming, var en amerikansk republikansk politiker. Han var guvernör i delstaten Wyoming 1919-1923. Han representerade Wyoming i USA:s senat 1930-1937. Han följde i sin fars fotspår; Joseph M. Carey var senator 1890-1895 och guvernör 1911-1915.
Carey utexaminerades 1900 från Yale University. Han gifte sig 5 september 1903 med Julia Blanchard Freeman. Paret fick två barn. Carey besegrade ämbetsinnehavaren Frank L. Houx i 1918 års guvernörsval i Wyoming. Han kandiderade sedan 1922 till omval men förlorade mot demokraten William B. Ross.
Senator Francis E. Warren avled 1929 i ämbetet och Patrick Joseph Sullivan utnämndes till senaten fram till fyllnadsvalet följande år. Carey vann både fyllnadsvalet och valet som gällde den följande sexåriga mandatperioden i senaten. Han kandiderade 1936 till omval men förlorade mot demokraten Henry H. Schwartz. Han efterträddes sedan av Schwartz 3 januari 1937. Carey dog två veckor senare i Cheyenne. Hans grav finns på Lakeview Cemetery.
Carey var episkopalian och frimurare.